# Marie Therese Hug
Marie Therese Hug-Prinzessin von Preußen (* 2. Mai 1911 im Prinz-Albrecht-Palais in Berlin; † 3. Januar 2005 in Weinheim) war im Kindesalter eine preußische Prinzessin.
Marie Therese, Prinzessin von Preußen stammte aus der Albrecht-Linie des Hauses Hohenzollern. Sie war die Urenkelin des Prinzen Albrecht von Preußen, des jüngsten Sohnes König Friedrich Wilhelm III. und Königin Luise.
1932 heiratete sie den Oberst a. D. Rudolf Hug. Aus dieser Ehe gingen elf Kinder hervor. Sie war das letzte lebende Mitglied der Albrecht-Linie. Keiner ihrer Vorfahren schaffte es, ihr hohes Alter von fast 94 Jahren zu erreichen.
Marie Therese Hug veröffentlichte Anfang der 1990er die Bücher Deutschland, Deutschland über alles und Von der Maas bis an die Memel.